# Neuere Deutsche Literaturwissenschaft
Die Neuere Deutsche Literaturwissenschaft (NDL), auch Neuere deutsche Literaturwissenschaft (NdL), ist ein Teilgebiet der Germanistik, das sich systematisch mit literarischen Werken in der neuhochdeutschen Sprache beschäftigt. Sie untersucht hauptsächlich deren sprachliche Gestaltung, Wirkung und Interpretation. Die zeitliche Eingrenzung der Neueren Deutschen Literaturwissenschaft ist flexibel und variiert je nach Quelle, reicht jedoch typischerweise vom 16. Jahrhundert bis zur Gegenwart. 
Aufgrund ihrer Vielseitigkeit überschneidet sich die NDL mit anderen Disziplinen wie der Philosophie, Politikwissenschaft und Psychoanalyse. Historisch entwickelte sich die NDL im Laufe der Jahrhunderte von den Anfängen der Philologie bis hin zu einer eigenständigen Wissenschaft im 19. Jahrhundert. Heute wird die NDL an Universitäten als wesentlicher Bestandteil der Germanistik gelehrt.

## Eingrenzung des Forschungsgebiets

### Zeitliche Eingrenzung
In entsprechender Fachliteratur und auf den Homepages der Fakultäten der Universitäten finden sich unterschiedliche Angaben dazu, ab wann ein literarischer Text zum Forschungsgebiet der Neueren Deutschen Literaturwissenschaft zählt. Vermehrt findet sich die Angabe, dass sich mit Literatur ab dem 16. Jahrhundert auseinandergesetzt werde, aber auch Angaben wie „von der Frühen Neuzeit bis zur Gegenwart“,„vom 17. Jahrhundert bis in die Gegenwart“ oder auch „vom Barock bis zur Gegenwart“.
Eine genaue Eingrenzung ist unter anderem auch deshalb schwierig, weil keine exakte Grenze zwischen Mittelhochdeutsch und Neuhochdeutsch gezogen werden kann. Zudem ist nicht abschließend geklärt, ob frühneuhochdeutsche Texte insgesamt, in Teilen oder gar nicht zum Forschungsgegenstand gezählt werden. In der Praxis ergeben sich daraus teilweise Überschneidungen mit der germanistischen Mediävistik. 

### Interdisziplinarität
Durch die Vielseitigkeit der Literatur ergeben sich automatisch Überschneidungen mit anderen, auf den ersten Blick wenig verwandten Forschungsbereichen. Beispiele hierfür sind insbesondere die Philosophie, die bei Werken wie beispielsweise Faust eine große Rolle spielen. Der Inhalt kann nicht gänzlich interpretiert bzw. erfasst werden, ohne dabei auf die philosophischen Einflüsse des Werkes zu einzugehen. Ebenso spielen die Politik- und Gesellschaftswissenschaften eine Rolle, insbesondere in jenen Werken, bei denen die soziokulturellen und politischen Gegebenheiten thematisiert werden, weshalb eine Auseinandersetzung damit für die Interpretation unabdingbar ist. Bei Werken, die nicht aus der Gegenwart stammen, ergibt sich dadurch auch zwangsläufig eine Beschäftigung mit den entsprechenden historischen Umständen.
Nach der Entwicklung der Psychoanalyse durch Freud spielt diese ebenfalls immer mehr eine Rolle in der Literatur, mit der insbesondere Figuren und Figurenkonstellationen und deren Handlungen, Gedanken und Gefühle, aber auch die Rolle des Lesers und des Autors untersucht werden.
Besonders eng ist die NDL mit der germanistischen Linguistik sowie der germanistischen Mediävistik verwoben. Bei der Mediävistik ist eine Trennung nicht zuletzt deshalb schwierig, weil eine eindeutige zeitliche Abgrenzung zwischen mittel- und neuhochdeutscher Sprache nahezu unmöglich ist, während eine eindeutige Trennung von der Linguistik insbesondere deshalb nicht klargemacht werden kann, weil in der Literaturwissenschaft sprachwissenschaftliche Ansätze wie linguistische Metapherntheorien eine Rolle spielen, aber auch zum Beispiel die Untersuchung der Syntax (siehe auch: Literaturlinguistik).

## Geschichte der Neueren Deutschen Literaturwissenschaft

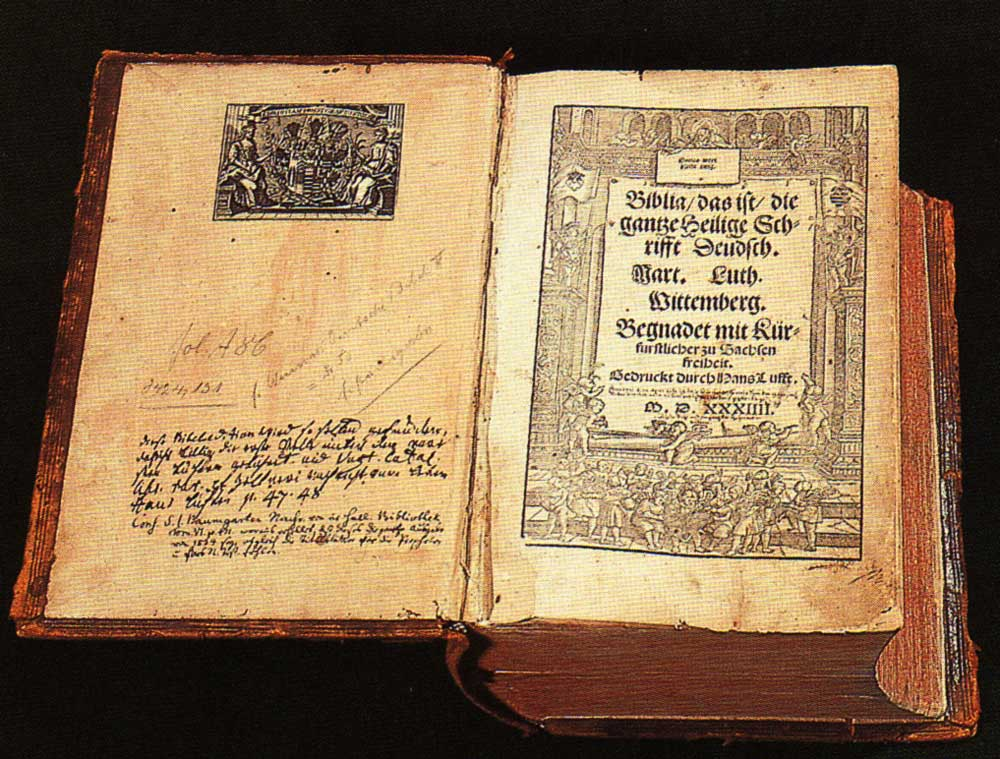
Lutherbibel von 1534

Bereits in der Antike wurden systematisch Werke und beispielsweise ihre Überlieferungsgeschichte untersucht, aber auch deren Deutung. Es entstanden auch erste theoretische Schriften über die Dichtung. Mit der Entstehung der Poetik, Rhetorik und Hermeneutik bilden sich erste Bestrebungen zur Analyse und Interpretation von literarischen Texten.
Ab der Konstantinischen Wende und der damit verbundenen Verbreitung des Christentums war viele Jahrhunderte vor allem die Bibel die wichtigste Schrift, die exegiert und interpretiert wurde.
Im Humanismus bildete sich die Philologie, die in verschiedene Strömungen bzw. Felder aufgeteilt wird: Eine, die sich mit griechisch-römischen Schriften auseinandersetzt (philologia antica), eine, die sich mit der Auslegung und Deutung der Bibel beschäftigt (philologia sacra) und eine weitere, die Sprache und Teile der Kultur allgemein untersucht (philologia profana).
Im 17. Jahrhundert bilden sich zunehmend literaturkritische Bestrebungen, die vermehrt Gattungsbegriffe hervorbrachten. Durch Reformen der universitären Lehre gewinnt die Literaturwissenschaft bzw. die Philologie allgemein an Auftrieb.
Die Neuere Philologie bildete sich gegen Ende des 19. Jahrhunderts.

## Grundbegriffe

### Text und Literatur
Die Neuere Deutsche Literaturwissenschaft unterscheidet Texte und Literatur, während auch Literatur vom Begriff des Textes umfasst ist. Ein Text bezeichnet ein Geflecht aus Wörtern, die Literatur hingegen besitzt dabei eine referenzielle, expressive, appellative und ästhetische Funktion, wobei nicht alle Funktionen in einem literarischen Text vorkommen müssen, um als solcher zu gelten. Dabei wird davon ausgegangen, dass Literatur eine bestimmte Aussageabsicht hat, die implizit oder explizit sein kann.

### Intertextualität
Intertextualität bezeichnet das Verhältnis zwischen Texten, bei dem entweder direkt auf einen Text implizit oder explizit verwiesen wird oder auf bestimmte Epochen oder Textgattungen. Jeßing und Köhnen sprechen von Intertextualität, „wenn es sich um eine mehr oder weniger bewusste Inbezugnahme, ein direktes Zitat, eine Motivvariation oder eine Anlehnung an die Form handelt“. Dabei unterscheidet man in der Regel zwischen direkten Zitaten oder Anspielungen auf andere Texte (Intertextualität), einem Text, der in einen anderen integriert, aber nicht dazugehörig ist (z. B. Klappentext) (Paratextualität), der Kritik, Reflexion oder Kommentierung eines Textes (Metatextualität), der stilistischen oder sprachlichen Nachahmung eines Textes (Hypertextualität) und dem Bezug eines Textes zu seiner Gattung oder Epoche (Architextualität).

### Lesen
Lesen bezeichnet die Aufnahme und das Verstehen von Text. Dabei werden informatives, interpretierendes und kreatives Lesen voneinander unterschieden.

### Interpretation
Interpretation ist eine der wichtigsten Tätigkeiten in der Literaturwissenschaft allgemein. Interpretation kann als systematische und intersubjektive Deutung oder Auslegung verstanden werden.

## Epochen der deutschsprachigen Literatur
Epochen sind die Gesamtheit aller Texte eines bestimmten Zeitabschnitts, die ähnliche Merkmale besitzen. Für die Neuere Deutsche Literatur sind insbesondere alle Literaturepochen ab ca. 1500 relevant. Damit ist die früheste Epoche, mit der sich in diesem Fachgebiet auseinandergesetzt wird, die Renaissance. Jahresangaben dürfen dabei nicht als fix, sondern nur als grobe Einteilung angesehen werden. Bei der Weimarer Klassik finden sich beispielsweise häufig zwei verschiedene Angaben über das Ende dieser Epoche: 1805, Schillers Todesjahr, und 1832, Goethes Todesjahr.

### Die Epochen im Überblick
| Zeitraum (ca.)           | Epoche                                          | Autoren                                                                                                | Wichtige Werke | Einzelnachweise                    |
| ------------------------ | ----------------------------------------------- | --- | --- | ---------------------------------- |
| 1500 – 1600              | Renaissance/Humanismus                          | - Hans Sachs - Erasmus von Rotterdam                                                                   | - Lucretia (Sachs) - Das Lob der Torheit (Erasmus von Rotterdam) | [ 20 ] [ 21 ] [ 22 ] [ 23 ] [ 24 ] |
| 1600 – 1720              | Barock                                          | - Andreas Gryphius - Christian Hoffmann von Hoffmannswaldau                                            | - Buch von der Deutschen Poerterey (Opitz) - Leo Armenius oder Fürstenmord (Gryphius) - Sonn- und Feiertagssonette (Hoffmannswaldau)                                           | [ 23 ] [ 24 ] [ 25 ]               |
| 1720 – 1790              | Aufklärung                                      | - Gotthold Ephraim Lessing - Christian Fürchtegott Gellert                                             | - Emilia Galotti (Lessing) - Nathan der Weise (Lessing) - Leben der schwedischen Gräfin von G (Gellert)                                                                        | [ 23 ] [ 24 ] [ 26 ] [ 27 ]        |
| 1740 – 1790              | Empfindsamkeit (Strömung der Aufklärung)        | - Friedrich Gottlieb Klopstock - Johann Heinrich Voß                                                   | - Oden (Klopstock) - Der Messias (Klopstock) - Luise (Voß) | [ 23 ] [ 24 ] [ 28 ] [ 29 ]        |
| 1765 – 1790              | Sturm und Drang (Strömung der Aufklärung)       | - Friedrich Schiller - Johann Wolfgang von Goethe - Jakob Michael Reinhold Lenz                        | - Die Räuber (Schiller) - Die Leiden des jungen Werthers (Goethe) - Die Soldaten (Lenz)                                                                                        | [ 23 ] [ 24 ] [ 30 ] [ 31 ]        |
| 1786 – 1805/ 1832        | Weimarer Klassik                                | - Friedrich Schiller - Johann Wolfgang von Goethe - Johann Gottfried Herder - Christoph Martin Wieland | - Iphigenie auf Tauris (Goethe) - Die Jungfrau von Orléans (Schiller) - Ideen zur Philosophie der Geschichte der Menschheit (Herder) - Alceste (Wieland)                       | [ 21 ] [ 23 ] [ 24 ] [ 32 ] [ 33 ] |
| 1798 – 1835              | Romantik                                        | - Clemens Brentano - Joseph von Eichendorff - E. T. A. Hoffmann                                        | - Aus dem Leben eines Taugenichts (Eichendorff) - Das Marmorbild (Eichendorff) - Der Sandmann (Hoffmann) - Der goldne Topf (Hoffmann)                                          | [ 23 ] [ 24 ] [ 34 ] [ 35 ]        |
| 1815 – 1848              | Biedermeier                                     | - Annette von Droste-Hülshoff - Franz Grillparzer - Adalbert Stifter                                   | - Die Judenbuche (Droste-Hülshoff) - Die Ahnfrau (Grillparzer) - Der arme Spielmann (Grillparzer) - Bunte Steine (Stifter)                                                     | [ 23 ] [ 24 ] [ 36 ] [ 37 ]        |
| 1825 – 1848/ 1830 – 1835 | Junges Deutschland                              | - Heinrich Heine - Christian Dietrich Grabbe                                                           | - Reisebilder (Heine) - Deutschland. Ein Wintermärchen (Heine) - Napoleon oder Die hundert Tage (Grabbe)                                                                       | [ 23 ] [ 24 ] [ 38 ] [ 39 ]        |
| 1825 – 1848              | Vormärz                                         | - Heinrich Heine - Georg Büchner                                                                       | - Deutschland. Ein Wintermärchen (Heine) - Woyzeck (Büchner) | [ 23 ] [ 24 ] [ 40 ] [ 41 ]        |
| 1848 – 1900              | Realismus                                       | - Theodor Storm - Theodor Fontane - Gottfried Keller                                                   | - Der Schimmelreiter (Storm) - Irrungen, Wirrungen (Fontane) - Die Leute von Seldwyla (Keller)                                                                                 | [ 23 ] [ 24 ] [ 42 ] [ 43 ]        |
| 1880 – 1900              | Naturalismus                                    | - Arno Holz - Clara Viebig - Gerhart Hauptmann                                                         | - Die Dilettanten des Lebens (Viebig) - Das Buch der Zeit (Holz) - Die Weber (Hauptmann)                                                                                       | [ 23 ] [ 24 ] [ 44 ] [ 45 ]        |
| 1890 – 1920              | Moderne                                         | - Thomas Mann - Rainer Maria Rilke - Arthur Schnitzler - Franz Kafka                                   | - Buddenbrooks (T. Mann) - Die Aufzeichnungen des Malte Laurids Brigge (Rilke) - Traumnovelle (Schnitzler) - Das Urteil (Kafka)                                                | [ 23 ] [ 24 ] [ 46 ] [ 47 ]        |
| 1910 – 1925              | Expressionismus                                 | - Else Lasker-Schüler - Hermann Hesse - Alfred Döblin                                                  | - Ein alter Tibetteppich (Lasker-Schüler) - Der Steppenwolf (Hesse) - Berlin Alexanderplatz (Döblin)                                                                           | [ 23 ] [ 24 ] [ 48 ] [ 49 ]        |
| 1915 – 1925              | Avantgarde, Dadaismus, Surrealismus, Futurismus | - Hugo Ball                                                                                            | - Karawane (Ball) | [ 23 ] [ 24 ] [ 50 ]               |
| 1918 – 1933              | Weimarer Republik, Neue Sachlichkeit            | - Bertolt Brecht - Kurt Tucholsky - Carl Zuckmayer - Thomas Mann - Heinrich Mann                       | - Dreigroschenoper (Brecht) - Schloß Gripsholm. Eine Sommergeschichte (Tucholsky) - Der Hauptmann von Köpenick (Zuckmayer) - Der Zauberberg (T. Mann) - Der Untertan (H. Mann) | [ 23 ] [ 24 ] [ 51 ] [ 52 ]        |
| 1933 – 1945              | Exilliteratur                                   | - Thomas Mann - Klaus Mann - Bertolt Brecht - Stefan Zweig                                             | - Joseph und seine Brüder (T. Mann) - Mephisto (K. Mann) - Der gute Mensch von Sezuan (Brecht) - Schachnovelle (Zweig)                                                         | [ 23 ] [ 24 ] [ 53 ] [ 54 ] [ 55 ] |
| 1945 – 1950              | Trümmerliteratur, Nachkriegsliteratur           | - Wolfgang Borchert - Carl Zuckmayer - Heinrich Böll                                                   | - Nachts schlafen die Ratten doch (Borchert) - Die Küchenuhr (Borchert) - Des Teufels General (Zuckmayer) - Der Engel schwieg (Böll)                                           | [ 23 ] [ 24 ] [ 56 ] [ 57 ]        |
| 1949 – 1990/ ab 1949     | Literatur der DDR, Literatur der BRD            | - Christa Wolf - Brigitte Reimann                                                                      | - Der geteilte Himmel (Wolf) - Franziska Linkerhand (Reimann) | [ 23 ] [ 24 ] [ 58 ] [ 59 ]        |
| ab 1970                  | Neue Subjektivität                              | - Nicolas Born - Rolf-Dieter Brinkmann - Botho Strauß                                                  | - Die Fälschung (Born) - Keiner weiß mehr (Brinkmann) - Die Widmung (Strauß)                                                                                                   | [ 23 ] [ 24 ] [ 60 ] [ 61 ]        |
| ab 1980                  | Postmoderne                                     | - Daniel Kehlmann - Elfriede Jelinek - Juli Zeh - Christian Kracht                                     | - Die Vermessung der Welt (Kehlmann) - Die Schutzbefohlenen (Jelinek) - Corpus Delicti (Zeh) - Faserland (Kracht)                                                              | [ 23 ] [ 24 ] [ 62 ] [ 63 ]        |

## Literarische Gattungen
Eine literarische Gattung bezeichnet formal gegliederte Textgruppen. Die gängigste Unterteilung ist dabei die in Lyrik, Epik und Dramatik. Dabei können sich in literarischen Texten Gattungen in ihren Merkmalen überschneiden.

### Lyrik

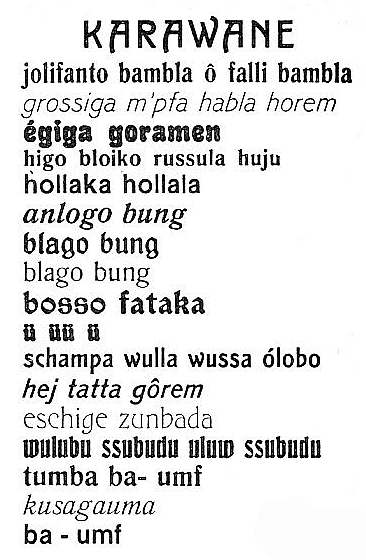
Hugo Ball: Karawane

Der Begriff stammt von „lyrikos“ (griechisch) ab, das das Adjektiv von „lyra“ ist, ein altgriechisches Zupfinstrument. In der Neueren Deutschen Literaturwissenschaft existieren mannigfaltige Definitionen des Begriffes Lyrik. Jeßing und Köhnen drücken es folgendermaßen aus:

„Auf die Frage, welche literarischen Texte zur Gattung der Lyrik zu rechnen seien, lautet eine scheinbar einfache und selbstverständliche Antwort: Gedichte. Diese Antwort ist allerdings gar nicht unproblematisch: […] ›Gedicht‹ war […], zumindest bis weit in das 18. Jahrhundert hinein, eine sehr unspezifische Bezeichnung für alle literarischen Texte. […] Das wichtigste sprachliche Kennzeichen des Gedichts war der rhythmisch und metrisch strukturierte Vers – und den weisen Drama und Versepos gleichfalls auf. Erst als sich in der Dramatik und, schneller und erfolgreicher, in der Epik die lang geschmähte – da angeblich nicht kunstvoll geformte – Rede in Prosa durchsetzen konnte, verengte sich der Begriff des Gedichts: Er blieb den zumeist kürzeren, weiterhin in Versen abgefassten Texten vorbehalten – eine Bedeutungsveränderung oder -verengung, die erst gegen Mitte des 19. Jahrhunderts abgeschlossen war.“

Burdorf zeigt auf, dass eine eindeutige Definition von Lyrik äußerst schwer zu formulieren ist, und meint:

„Der Kernbereich der Lyrik ist das Lied; in der sich aus dem Gefühlsüberschwang zwanglos ergebenden Rhythmisierung nähert sich die Sprache des Gedichts der Musik, selbst wenn keine Vertonung vorliegt.“

Jeßing und Köhnen allerdings betonen, dass dieses Kriterium „spätestens bei modernen Gedichten problematisch“ werde. Ebenfalls schaffe die Ansicht Walther Killys, Gedichte machten die Kürze aus, „keine zureichende Differenz gegenüber den anderen literarischen Gattungen“. Ein Kriterium, das allerdings auch für andere Gattungen gelte und damit kein Alleinstellungsmerkmal der Lyrik sei, sei die Abhebung von der Alltagssprache. Das einzige, was die Lyrik allein ausmache, seien Verse.

#### Untergattungen der Lyrik
Untergattungen der Lyrik werden meist nach dem formalen Aufbau gebildet, aber auch anhand metrischer oder stilistischer Merkmale oder auch anhand der Reimform. Wichtige Beispiele sind die Ode, das Sonett, die Hymne, die Elegie oder auch die Ballade.

### Epik
Unter dem Begriff Epik fasst man literarische Texte zusammen, in denen etwas erzählt wird (i. d. R. von einem Erzähler). „Erzählliteratur“ kann hierbei als Synonym verstanden werden. Die Bezeichnung Epik stammt vom Begriff Epos ab, der allerdings „Versdichtung über Helden und Götter“ meint und deshalb nur bedingt als Überbegriff für die moderne erzählende Prosa zu verwenden sei. Man unterscheidet faktuales und fiktionales Erzählen und bestimmt unter anderem die Ordnung, Dauer und Frequenz (Zeit), Distanz und Fokalisierung (Modus) sowie Zeitpunkt des Erzählens, Ort des Erzählens, Stellung des Erzählers und Subjekt bzw. Adressat (Stimme).

#### Untergattungen der Epik
Man unterteilt die Epik in verschiedene Untergattungen. Beispiele hierfür sind die Novelle, die Kurzgeschichte, die Parabel und der Roman in seinen unterschiedlichen Formen.

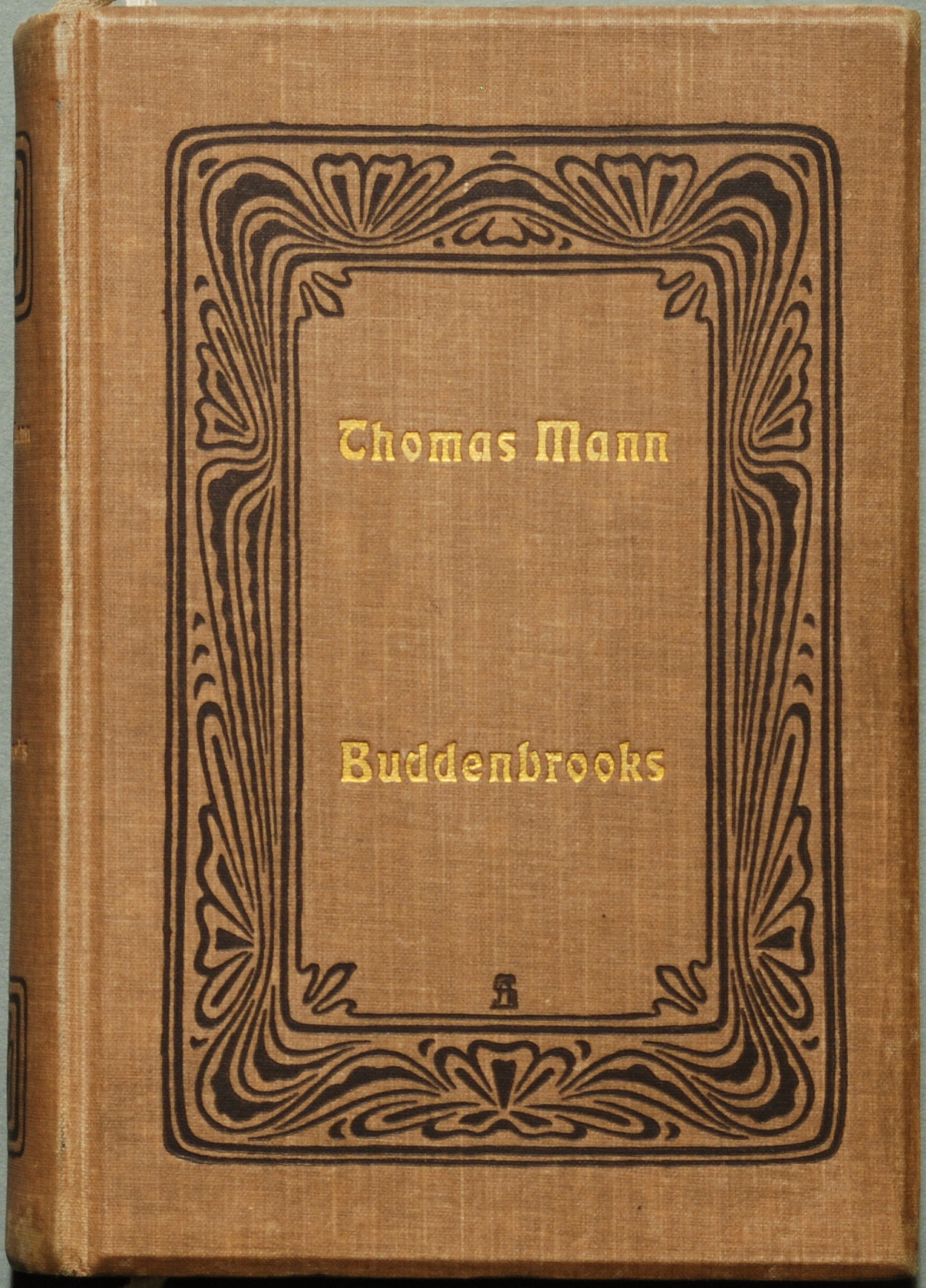
Thomas Mann: Buddenbrooks (Roman)
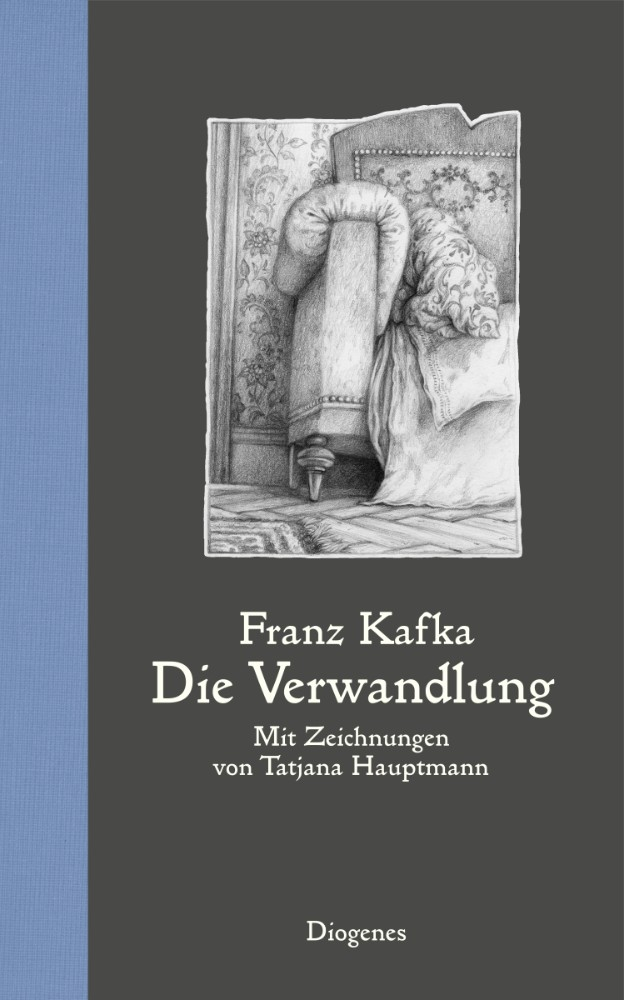
Franz Kafka: Die Verwandlung (Erzählung)
- Theodor Storm: Der Schimmelreiter (Novelle)
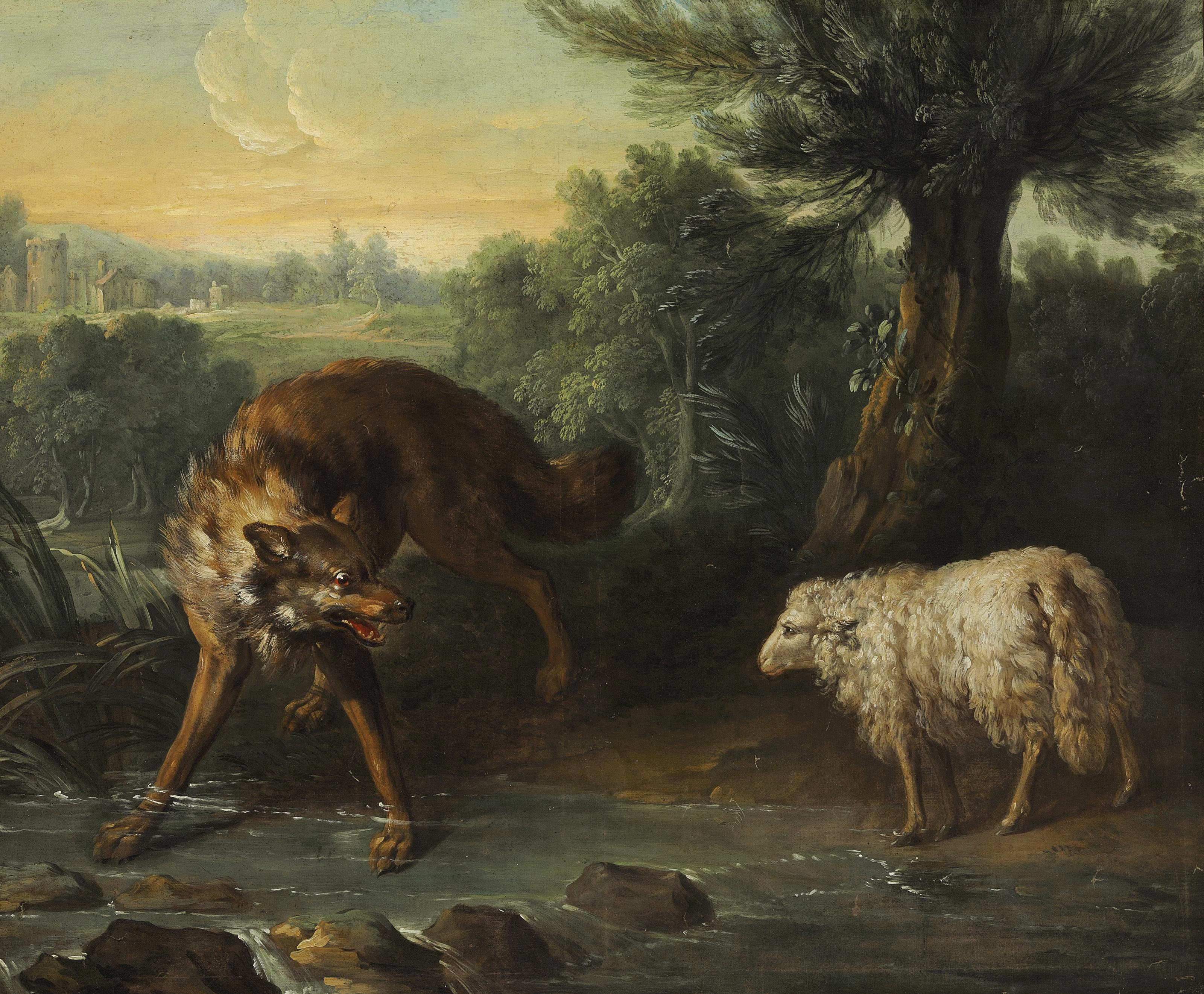
Äsop: Der Wolf und das Lamm (Fabel), Gemälde von Jean-Baptiste Oudry

### Dramatik
Dramatische Texte sind in der Regel dafür konzipiert, vor Publikum unter Anweisung eines Regisseurs beispielsweise in einem Theater inszeniert zu werden. Dadurch unterscheiden sie sich grundlegend von allen anderen Gattungen der Literatur. Das sei laut Jeßing und Köhnen der besondere Reiz dieser Gattung:

„Drama ist live: Es kann etwas schief gehen, und bei jeder einzelnen Aufführung treten andere Nuancen des Stückes zu Tage, sei es durch variierende Betonungen der Schauspieler, durch unterschiedliche Publikumsreaktionen oder zufällige Ereignisse im Bühnenbereich. Diese Präsenz, die Unabänderlichkeit des sich ereignenden Moments macht zweifellos einen Reiz des Theatralen aus – und garantiert ihm auch Zukunft […].“

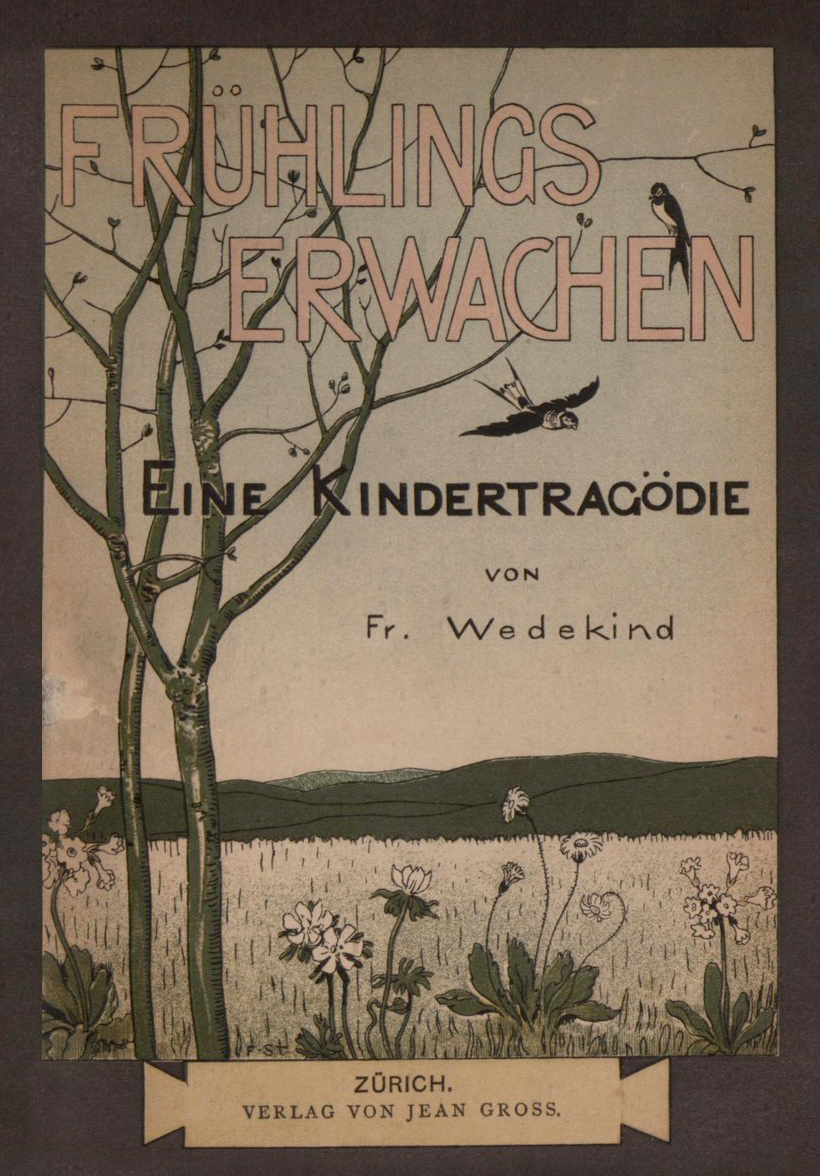
Einband der Originalausgabe von 1891

Der Aufbau der Tragödie nach Aristoteles, der laut Bernhard Asmuth auch auf das Drama im Allgemeinen übertragen werden könne und mittlerweile teilweise als veraltet gilt, besteht aus sechs Bestandteilen: die Handlung (mythos), die Charaktere (ethos), die Rede oder Sprache (lexis), der Gedanke bzw. die Absicht (dianoia), die Schau (opsis) und der Gesang bzw. die Musik (melopiia).
In der Regel sind Dramen in Akte und Szenen unterteilt, viele Dramen ab dem 18. Jahrhundert auch nur in Szenen oder Auftritte, wie z. B. Gotthold Ephraim Lessings Die Juden oder das im frühen 19. Jahrhundert erschienene Drama Heinrich von Kleists Penthesilea, das in 24 Szenen unterteilt ist. Diese Unterteilung und Hinweise auf diese im Untertitel lüden laut Asmuth „dazu ein, sich mit seiner Gliederung schon vor der eigentlichen Lektüre zu befassen“ und sei „aus verschiedenen Gründen fragwürdig“.
Die Anforderungen und Erwartungen an das Drama wandelten sich immer wieder im Lauf der Zeit. Während bis ins 18. Jahrhundert die Versform üblich war, setzte sich immer mehr die Prosaform durch. Auch einzelne Werke waren eine Revolution oder stießen eine solche ein, so beispielsweise Wedekinds Drama Frühlings Erwachen: Entgegen der damaligen Vorstellungen sind Kinder die Protagonisten des Dramas und es werden offen die Themen Schwangerschaftsabbruch sowie Masturbation thematisiert.

#### Untergattungen des Dramas
Wichtige Untergattungen sind die Tragödie, die Komödie, das Epische Theater und das bürgerliche Trauerspiel.

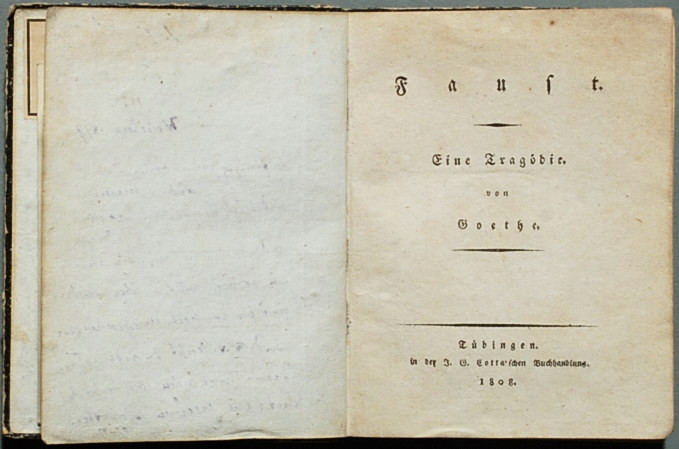
Goethe: Faust (Tragödie)
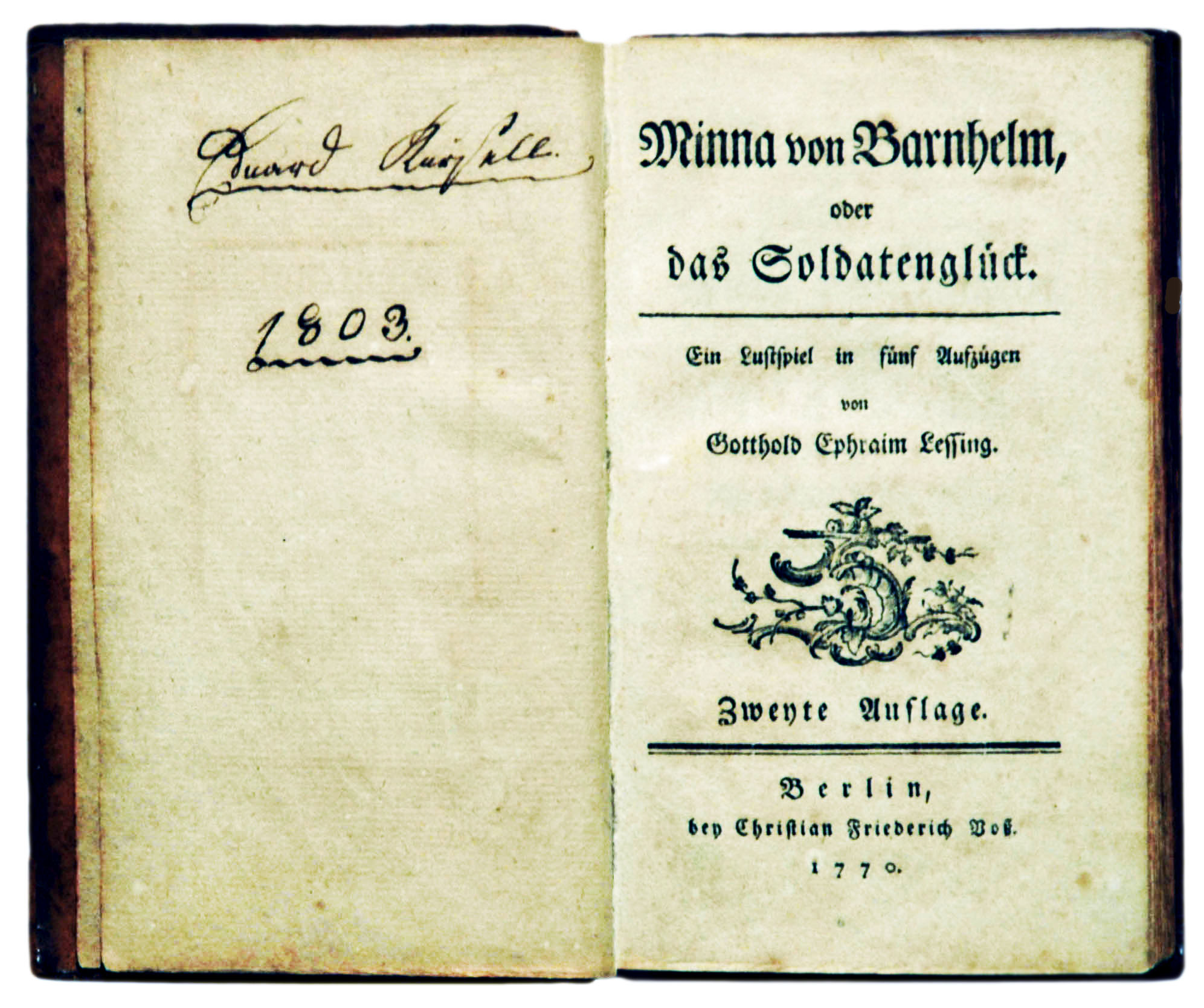
Lessing: Minna von Barnhelm (Lustspiel)
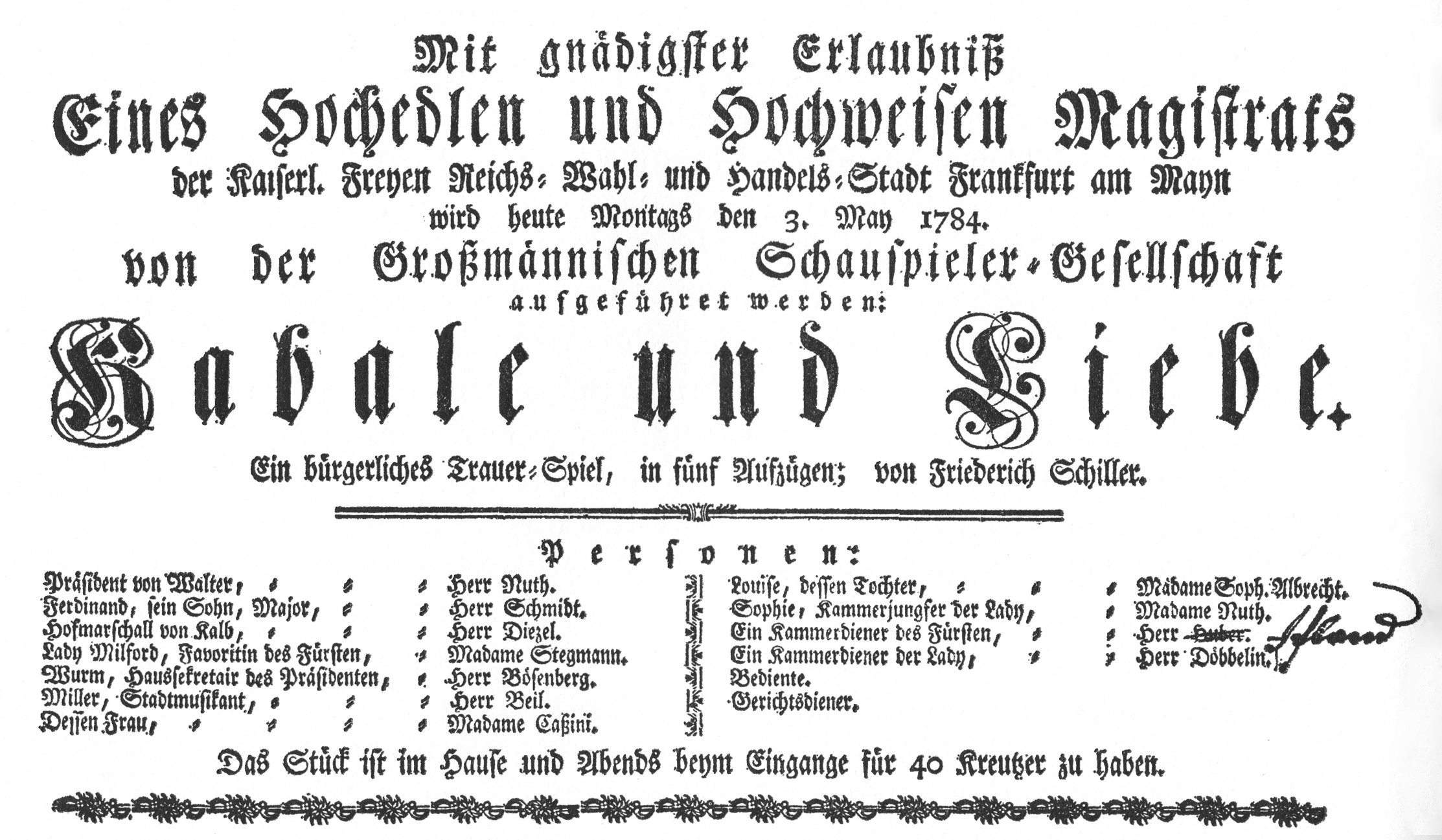
Schiller: Kabale und Liebe (Bürgerliches Trauerspiel), Theaterzettel

## Rhetorik und Stilistik

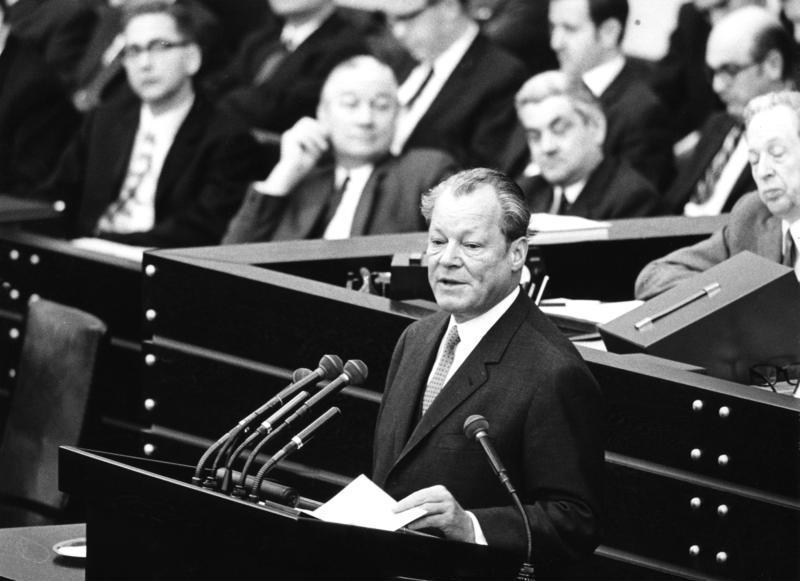
Willy Brandt bei einer Rede im Bundestag

### Rhetorik
→ Hauptartikel: Rhetorik
Im Handbuch Rhetorik wird beschrieben, wie die Disziplin bereits in der Antike gesehen wurde: „zum einen als Kunst des guten ‒ wirkungsvollen oder schönen ‒ Redens, zum anderen aber auch als die Wissenschaft, deren Gegenstand das gute Reden, die wirkungsvolle oder schöne Rede ist“. Die Rhetorik befasst sich mit dem öffentlichen Sprechen und deren Ziel, zu überzeugen, vom Duden wird sie als „Lehre von der wirkungsvollen Gestaltung der Rede“ definiert. Klassisch werden Reden in die Beratungsrede (genus deliberativum), die Gerichtrede (genus iudicale) und die Gelegenheits- oder Festrede (genus demonstrativum) eingeteilt.
Die Rhetorik war bis weit in die Neuzeit allein von der antiken Vorstellung der Rhetorik geprägt, unter anderem von Aristoteles und Horaz. Martin Opitz und Johann Christoph Gottsched führten diese Tradition fort und erweiterten diese. Mit beispielsweise Lessing und Herder wurden einige antike Vorstellungen verworfen.

### Stilistik
→ Hauptartikel: Stilistik
Stilistik (lat. stilus, dt. Griffel) bezeichnet die rhetorische Figurenlehre, die sich mit der Einsetzung und Wirkung von rhetorischen Mitteln oder auch mit der Verwendung und Wirkung des „Redeschmucks“ auseinandersetzt. Etymologisch gesehen ist der Stil eng mit dem Schreiben verbunden, während die Stilistik sich in der antiken Vorstellung hauptsächlich auf die Rhetorik und deren Ausgestaltung konzentriert. Während die Stilistik lange kaum objektiv wahrnehmbar war, verfährt die „analytisch präzisierte und empirisch fundierte Disziplin“ zumeist intertextuell bzw. komparatistisch. Man arbeitet mit Textmustern, Textexemplaren und innerhalb eines Textes.

## Hermeneutik
→ Hauptartikel: Hermeneutik
Die Hermeneutik befasst sich hauptsächlich mit dem Verstehen und der Interpretation von literarischen Texten und Gesprochenem. Friedrich Schleiermacher unterscheidet zwischen grammatischer und psychologischer Interpretation, wohingegen modernere Theorien von deutlich vielseitigeren und diffuseren Interpretationsbereichen ausgehen. Eine wesentliche Rolle spielt das Modell des hermeneutischen Zirkels, das von mehreren Vor- und Textverständnisstufen ausgeht. Es existieren unterschiedliche Ausprägungen der Hermeneutik, wie beispielsweise die formalanalytische Hermeneutik oder auch die interkulturelle Hermeneutik.